# Orientation (Lost)
Orientation este un episod al serialului de televiziune Lost, sezonul 2.